# Ercole Oldofredi Tadini

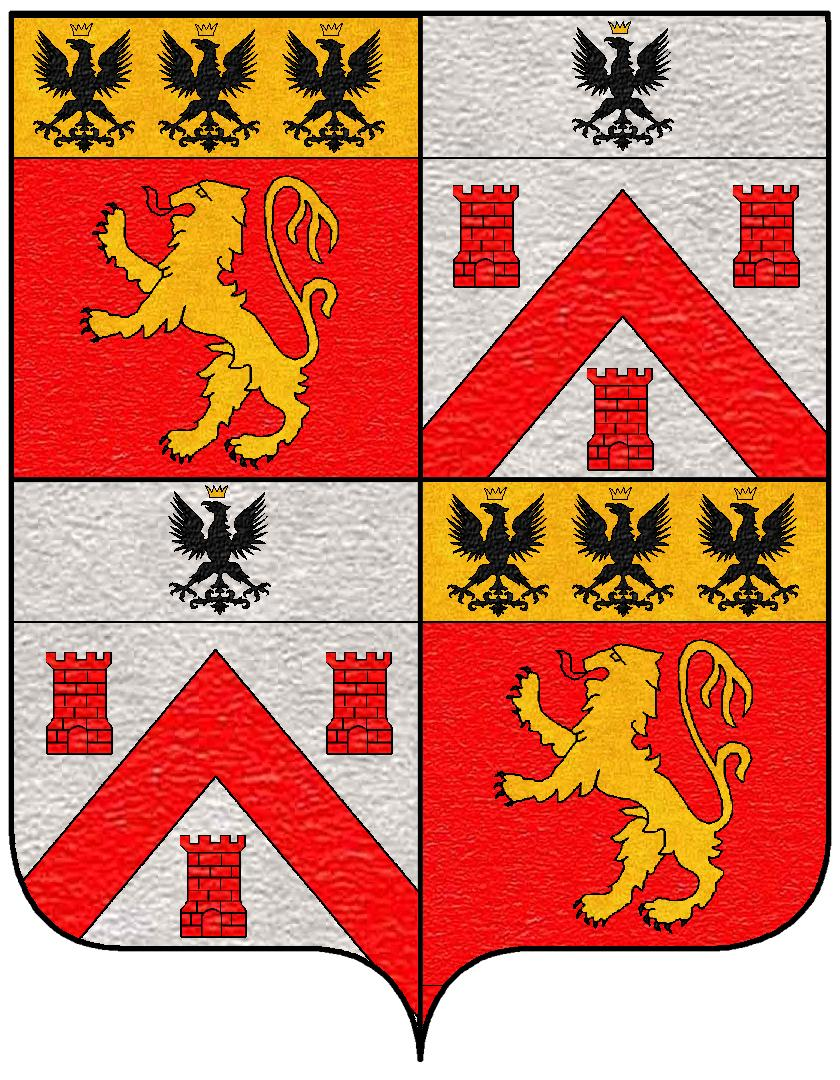
Stemma degli Oldofredi Tadini.

Ercole Oldofredi Tadini (Brescia, 6 settembre 1810 – Calcio, 24 settembre 1877) è stato un politico italiano.

## Biografia
Il conte Ercole Oldofredi Tadini prese parte attiva al processo risorgimentale e in particolare ai moti insurrezionali delle Cinque giornate di Milano (18-22 marzo 1848) ma cinque mesi dopo, con il ritorno degli austriaci a Milano, dovette riparare in Piemonte con la famiglia trovando ospitalità a Cuneo presso la sorella Maria, sposa del conte Luigi Mocchia.
Continuò la sua attività politica anche nel Regno di Sardegna, divenendo presto un personaggio di rilievo, senatore del regno, segretario e collaboratore di Cavour. Partecipò al Congresso di Parigi del 1856 dopo la guerra di Crimea e, dopo la seconda guerra di indipendenza (1859), negoziò con Napoleone III la cessione di Nizza e della Savoia alla Francia. Fu nominato senatore del neo-costituito Regno d'Italia il 20 novembre 1861 su relazione di Giovanni Martinengo di Villagana. La sua nomina venne convalidata il 9 dicembre 1861 ed egli poté prestare giuramento l'8 gennaio 1862.